# Peter Ladefoged

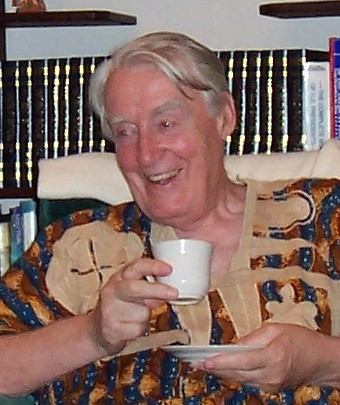
Peter Ladefoged

Peter Nielsen Ladefoged [ˈlædɪfəʊgɪd] (* 17. September 1925 in Sutton (London); † 24. Januar 2006 in London) war ein britischer Phonetiker.

## Leben
Während seines Studiums (M.A. 1951) heiratete er seine Ehefrau Jenny. Mit ihr hatte er drei Kinder, darunter den späteren Archäologen Thegn Ladefoged. Mit einer Promotion schloss Ladefoged erfolgreich 1959 sein Studium an der Universität Edinburgh ab. Anschließend ging er für ein Jahr an die Universität von Ibadan (Nigeria). Die Jahre 1961 bis 1962 war er beim West African Language Survey tätig.
1962 nahm Ladefoged einen Ruf an die University of California, Los Angeles (UCLA) an und wirkte dort bis zu seiner Emeritierung 1991. Bis zu seinem Tod war er als gefragter Gastredner an Universitäten in vielen Teilen der Welt gewesen und galt als einer der bekanntesten Wissenschaftler seines Faches.
1964 wurde Ladefoged als Berater für die Filmproduktion des Musicals „My Fair Lady“ von Alan Jay Lerner (Musik von Frederick Loewe) mit Audrey Hepburn und Rex Harrison engagiert. „My Fair Lady“ basiert auf George Bernard Shaws „Pygmalion“. In diesem Film geht es um den Phonetik-Professor Henry Higgins (Rex Harrison), der mit Oberst Pickering, einem Sanskrit-Spezialisten (Wilfried Hyde-White), wettet, die Blumenverkäuferin Eliza Doolittle (Audrey Hepburn), die einen ordinären Londoner „Rinnsteinjargon“ spricht, nach sechs Monaten Sprachunterricht auf einem Diplomatenball als Herzogin ausgeben zu können.
Ladefogeds Beratung über die Phonetik als Wissenschaft der Lautbildung zeigt sich darin, dass Professor Higgins in seinem Londoner Film-Sprachstudio bei den Tonaufnahmen Eliza „auf die Walze sprechen“ lässt. Dabei hält er ihre Aussprache nach „Bell's sichtbarer Sprache“ fest. Henry Higgins wird als Autor von Higgins’ Universal-Alphabet bezeichnet, ein Werk, das Ladefoged damals vorschwebte. Eliza muss das Alphabet und Sätze mit richtiger Aussprache der Vokale und Konsonanten üben („Es grünt so grün“), um ihre Artikulation zu verbessern.
Das Studio wurde nach Ladefogeds Angaben mit zeitgenössischen Apparaturen ausgerüstet, mehreren Phonographen mit Trichter, einem Apparat für Aufnahme und Wiedergabe, Stimmgabeln verschiedener Größe, einem Metronom (Taktmesser), einem Xylophon mit Klöppel, einem Gasbrenner für die H-Übung („Ich se-he Krä-hen in der Nä-he“) und nach dem Vorbild von Demosthenes Kieselsteine, die man für Sprechübungen in den Mund nimmt („Vom schwarzen Moos verkrustet zäh stehen Blumentöpfe dicht an dicht“).
Ladefoged erlag am 24. Januar 2006 den Folgen eines Schlaganfalls in London, wo er sich nach einem Forschungsaufenthalt in Indien und vor seiner geplanten Rückkehr nach Los Angeles aufgehalten hatte.

## Ämter und Auszeichnungen
- seit 1978: Präsident der Linguistic Society of America
- 1983–1991: Präsident des Permanent Council for the Organization of International Congresses of Phonetic Sciences
- 1987–1991 Präsident der International Phonetic Association
- seit 1990: Mitglied der American Academy of Arts and Sciences
- 1991: Goldmedaille des XIIth International Congress of Phonetic Sciences
- 1992: Corresponding Fellow of the British Academy
- 1993: Ehrendoktortitel der Universität Edinburgh
- seit 1993: Foreign Member, Royal Danish Academy of Sciences and Letters
- 1994: Silbermedaille der Acoustical Society of America
- 2001: Corresponding Fellow of the Royal Society of Edinburgh
- 2002: Ehrendoktortitel der Queen Margaret University, Edinburgh

## Werke
Ladefogeds Werk umfasst über hundert Publikationen, darunter neun Bücher, von denen einige zu Standardwerken der Phonetik zählen. Einer von Ladefogeds Schwerpunkten lag auf der phonetischen Erforschung und Beschreibung zahlreicher vom Aussterben bedrohter Sprachen. Seine Forschungsaktivitäten umfassten u. a. Sprachen in Afrika, Indien, Australien, Brasilien und den USA. Ladefogeds Ziel war, nach eigener Aussage, sämtliche Sprachlaute der Welt, d. h. etwa 900 Konsonanten und 200 Vokale, zu hören und zu beschreiben. Diesem Ziel näherte er sich an in dem Buch The Sounds of the World’s Languages (1996), das er mit Ian Maddieson verfasste. Ladefoged war einer der Herausgeber des Journal of the International Phonetic Association.
Ausgewählte Werke:
- Elements of acoustic phonetics. University Press, Chicago 1995. ISBN 0-226-46764-3
- A phonetic study of West African languages: an auditory-instrumental survey. University Press, Cambridge 1968.
- Three areas of experimental phonetics: stress and respiratory activity, the nature of vowel quality, units in the perception and production of speech. Oxford University Press, London 1967. ISBN 0-19-437110-7 (Nachdruck)
- Preliminaries to linguistic phonetics. University Press, Chicago 1971. ISBN 0-226-46786-4
- Language in Uganda. (mit Ruth Glick und Clive Criper) Oxford University Press, London 1972. ISBN 0-19-436101-2
- A course in phonetics. (mit CD-ROM) Englisch Heinle, 2005. ISBN 1-4130-0688-4
- The sounds of the world’s languages. (mit Ian Maddieson) Blackwell, Oxford 1999. ISBN 0-631-19815-6
- Vowels and consonants: an introduction to the sounds of languages. Blackwell Publishers. 2004. ISBN 0-631-21412-7
- Phonetic data analysis: an introduction to phonetic fieldwork and instrumental techniques. Blackwell, Malden/Mass. 2003. ISBN 0-631-23270-2